# Roda de samba

Lupicínio Rodrigues et Martinho da Vila en 1972.

La roda de samba, ou cercle de samba est une réunion d'improvisation de chants de samba au Brésil. Très courants, les cercles de samba ne nécessitent pas de grosses dépenses financières et rassemblent généralement un grand nombre de personnes qui chantent et dansent autour d'une table, où les musiciens jouent des instruments et chantent. Un vrai cercle de samba ne nécessite ni micros ni un certain nombre de personnes pour jouer, il est dégagé de toute responsabilité pour bien faire les choses. Tout le monde dans le cercle ou à l'extérieur peut donner son avis sur les chansons à jouer.

## Histoire
Née de la cadence des terreiros, la samba grandit dans les arrière-cours des maisons. Au début, ce n'était qu'une réunion pour célébrer les racines africaines chez Tia Ciata : son jardin est le théâtre de la rencontre des traditions culinaires, sonores et dansantes. C'est d'ailleurs là qu'est née en 1916 la première chanson de samba à avoir été enregistrée, Pelo telephone,,. Ainsi le cercle se crée, favorise l'échange d'expériences, de connaissances, la synergie et s'étend à d'autres arrière-cours, où il finit par se réunir en groupes, puis en écoles de Samba dans les années 1940 et 1950.

Pixinguinha et Clementina de Jesus jouent devant Djalma Santos, en 1968.

Au milieu des années 1960 et 1970, les compositeurs reviennent à la tradition des arrières-cours. Là, ils se réunissent pour montrer leurs sambas, leurs batuques, puis pour promouvoir en 1980 une vague de compositeurs créés dans cet environnement : João Nogueira, Nei Lopes, Dona Ivone Lara, Wilson Moreira, Monarco, Martinho da Vila et bien plus encore.
Des cercles de samba d'arrière-cour, une nouvelle génération a émergé : Almir Guineto, Arlindo Cruz, Jorge Aragão, Mauro Diniz (pt), Luiz Carlos da Vila, Pedrinho da Flor (pt) et Beto Sem Braço (pt), notamment.
Aujourd’hui encore, la survie de plusieurs artistes de samba, qu’ils soient compositeurs, interprètes ou instrumentistes, est due à cette action culturelle spontanée appelée roda de samba.
Peu à peu, les cercles qui se cachaient dans les terreiros ruraux et les arrière-cours des banlieues, sous le couvert de la manifestation religieuse, ont fini par résonner dans les quartiers périphériques, dans les collines, puis dans le monde entier.